# Movistar
Movistar is een merk van het Spaanse telecommunicatieconcern Telefónica. Het merk is actief in Spanje en diverse landen in Hispano-Amerika. In Spanje is Movistar de grootste aanbieder van vaste telefonie, breedbandinternet, mobiele telefonie en televisie. In Mexico geldt Movistar als de op één na grootste mobiele aanbieder, met 25,8 miljoen abonnees. Het hoofdkantoor van Telefónica is gevestigd in Madrid.
Telefónica is als Movistar ook actief als sponsor in de wielersport met het Movistar Team en Movistar Team Femenino, maar sponsort als Movistar ook onder meer in de autosport, motorsport, zaalvoetbal (Inter Movistar) en basketbalcompetitie (Movistar Estudiantes), en is ook naamsponsor van sportstadions zoals de Movistar Arena in Santiago maar ook de Movistar Arena in Bogota, de Movistar Arena in Buenos Aires en de Movistar Arena in Lima.